# オイ!
オイ！ (Oi!) とは1970年代後半にイギリスで発生した、労働者階級に支持されたパンク・ロックのサブジャンルのうちの一つである。
その音楽とサブカルチャーは、パンクス、スキンヘッド、不満を抱える労働者階級の若者達を結びつけることを目標としていた。オイ！ムーブメントは、ザ・ビジネス のギタリスト、スティーブ・ケントの言う "トレンディーな大学生みたいな連中が、長い言葉を使ってアーティスティックにやろうとしてタッチを失っている"当時のパンク・ロック・シーンへのレスポンスという側面もあった。
ザ・プレス のボーカル、アンドレ・ シュレジンガーによれば、"オイ！にはそのシンプルな音楽性のほかにもフォークミュージックとの共通点がある。見方によっては趣きがあり、またある見方によってはがさつとも言える。露骨な言い方はせず大体は事実に基づいたストーリーを歌う"という。

## 歴史
Oiの語源は様々な解釈がある。CRASSの曲も例としてあげられる。また、もともとはOiではなくネオ・スカが原点といわれる。元々はOi-PunkではなくSkinsと呼ばれていた彼らはスカをこよなく愛していた。
オイ！はパンク・ロックが商業化された後、ハードコアパンク発生より前である1970年代後半にパンク・ロックのジャンルの一つとして認識された。ストゥージズ、ザ・フーのようなガレージ・ロックサウンド、ドクター・フィールグッドやエディー・アンド・ザ・ホット・ロッズのようなパブロック、フットボール・チャントサウンド、スレイドやスウィートのようなグラムロックサウンドなどとセックスピストルズ、 ザ・クラッシュ、ラモーンズ、ザ・ジャムのようなパンク・ロックバンドのサウンドを融合させた音楽がオイ！であるといわれる。 オイ！バンドの先駆者としては、シャム69やコックニー・リジェクツ、コック・スパラー、Menace などが挙げられ、彼らは、オイ！という言葉がジャンルの一つとして使われる大体4年ほど前に活動し、のちに彼らの音楽スタイルもオイ！として呼ばれるようになった。
元々このような音楽スタイルはストリートパンク、ニューパンク、リアルパンクと呼ばれていた。またある時期ではストリートロック、ストリートロックンロール、オイ！/ストリートパンクまたはストリートパンク/オイ！などと呼ばれていたこともあったが、1980年の雑誌SoundsでロックジャーナリストのGarry Bushell がこの運動を、コックニー・リジェクツのスティンキー・ターナーがバンドの音楽を紹介する時に使った挨拶からオイ！と名づけた。オイ！(oi!)とは古いロンドンっ子の表現で、やあ（hey）やこんにちは（hello）といった意味である。
はじめて明確にオイ！として認識されたバンドにコックニー・リジェクツ、エンジェリック・アップスターツ、フォー・スキンズがあり、ザ・ビジネス、ブリッツ、ザ・ブラッド、ザ・ラストリゾート、コンバット84、インファ・ライオット、ザ・ブリアル、コンデムンド84、ザ・オプレスドなどのバンドが続いた。
オイ！ムーブメントの元々のイデオロギーは、社会主義で、失業者、労働者の権利、警察やその他の権威によるハラスメント、政府による抑圧などが歌詞の主題としてよく歌われたが、路上での暴力やサッカー、酒やセックスなどもまた歌われた。オイ！は主にスキンヘッドに関連したジャンルだと考えられているが、初期のオイ！バンドはパンクロッカー達と、スキンヘッドともパンクスともいえない者達によって作られていた。
イギリスで下火になった後にも、ヨーロッパ、北アメリカ、アジアや他の国でオイ！シーンは形作られていった。のちに、特にアメリカではアグノスティック・フロント、アイロン・クロス、SSDなどのバンドにより、1980年代初頭のハードコアパンクを模倣したオイ！シーンが形成されていった。オイ！とハードコアパンクは特に初期のころには精神性の似ている部分もあり影響し合っているともいえるが、ハードコアパンクは労働者階級ではなくアメリカの中流階級の立場で歌い、影響力を強めていった。
その他イギリスのオイ！シーンに強く影響を受けたバンドとしてザ・プレス、 アンチ・ヒーローズ、テンプラーズ、Wretched Ones、Those Unknown、ブルーサーズ、ドロップキック・マーフィーズ、ロジャー・ミレット・アンド・ザ・ディザスターズやThe GC5が挙げられる。
1990年代の中頃、イギリスのPressure 28、Another Mans Poison、Boisterous、Argy Bargy、Straw Dogsらの新人バンドの出現によって、オイ！は再び注目をあびるようになり、これによって初期のオイ！バンドに対する認識が強まることになった。2000年に入ると、多くの初期のオリジナルUKオイ！バンドが再結成し、ライブ活動やレコーディング活動を行うようになった。またピーター・アンド・ザ・テスト・チューブ・ベイビーズ、コック・スパラー、エンジェリック・アップスターツ、ザ・ビジネス、コックニー・リジェクツ、レッド・アラート、シャム69などは初期の頃から解散せずに活動を続けている。

## 詳細／論争
ファンの一部が英国国民戦線やブリティッシュ・ムーブメントといった白人至上主義組織に参加していたため、幾人かのロックミュージシャンはオイ！を人種差別的だとして否定したが、オイ＝人種差別主義というわけではない。エンジェリック・アップスターツ、ザ・ブリアル、The Oppressed のようなバンドは、左翼的で反人種差別的だった 。ホワイト・パワー・スキンヘッド・ムーブメントはオイ!と類似性があるが、オイ!シーンとは無関係である。
オイ！と極右思想が結びつけられた原因は、一部のファンが国民戦線のスローガンを会場のまわりに落書きしたために、アジア人の青年がコンサートにネオナチが集まっていると勘違いして火炎瓶を投げ込んだという、1981年7月にサウソールのパブHambrough Tavernで行われたザ・ビジネス、The Last Resort、フォー・スキンズのコンサートの報道のためである。その後多くのオイ!バンドが人種主義的だとかファシズムじみていると非難された。また1981年にリリースされたコンピレーションアルバムのStrength Thru Oiというタイトルもファンの一部に不信感を与えた。これはアルバムタイトルがNaziのスローガン（喜びを通じて力をStrength Through Joy）をもじったものというだけでなく、カバーにブリティッシュ・ムーブメントの活動家であり、人種差別により4年の刑罰を受けた Nicky Crane を用いたことにもよった。
当時のアルバム編集責任者の Garry Bushell は、このアルバムタイトルはザ・スキッズのアルバムStrength Through Joyをもじったものだと主張した。また彼は、アルバムカバーのスキンヘッドの男性を、二か月のちにデイリー・メールが報道するまで知らなかったと主張した。その頃社会主義者だったBushellは、報道により「以前はオズワルド・モズレーの黒シャツやムッソリーニの第二次エチオピア戦争をサポートし、第2次世界大戦勃発までヒトラーに賛同していた」 極右活動家というレッテルを貼られたことを皮肉っている。

## オイ!に分類されるバンド
- The 4-Skins
- Angelic Upstarts
- Anger Flars
- Anti-Heros
- Anti-Flag (初期)
- Anti Pasti
- Blitz
- The Blood
- The Burial
- The Bruisers
- The Business
- COBRA
- Cock Sparrer
- Cockney Rejects
- The Crack
- Dropkick Murphys (初期)
- Street Dogs
- The Exploited(初期)
- The Oppressed
- Oi Polloi(初期)
- Oxymoron
- Peter and the Test Tube Babies
- The Press
- The Prowlers
- Sham 69
- Shuffle (80's Tokyo Japan)
- Splodgenessabounds
- The Templars
- Toy Dolls
- U.S. Chaos
- The Wretched Ones